# Fluvialmorfologi
Fluvialmorfologi er den del af naturgeografien, der beskæftiger sig med det strømmende vands indflydelse på landskabets former.

## Forudsætninger
Strømmende vand bevæger sig gennem landskaber på to måder:
1. Lodret, idet der over en større strækning sker et vedvarende fald.
2. Vandret, idet vandstrømmen søger de muligheder, hvor den lettes kan passere gennem landskabet.

### Vandløbets processer
Vandstrømme påvirkes af:
1. Tyngdekraft og fald.
2. Terrænoverfladens sammensætning.
3. Hastighed og transportevne.
4. Tvær- og længdeprofil.

## Vandstrømmes egenskaber
Vandstrømme har flere egenskaber:
1. Evnen til ved at skubbe og trække materiale løs og derved nedbryde (erodere) den omgivende jordbund.
2. Evnen til at bære og føre fast materiale med sig.
3. Evnen til af aflejre (sedimentere) fast materiale.
4. Kemiske evner.

Vandstrømmenes egenskaber kommer forskelligt til udtryk afhængigt af vandløbets størrelse, strømhastighed og fysisk-kemiske forhold i vandet og omgivelserne (sammensætning). Nedbrydning forekommer som hovedregel, når strømhastigheden er stor, og hvor omgivelserne består af en nedbrydelig jordbund sammensat af små faste partikler af mineraler og organisk materiale med porer fyldt med luft og vand imellem. Aflejring forekommer, når vandløbets hastighed aftager, og dets evne til at bære fast materiale med sig derfor nedsættes. Disse egenskaber er ikke jævnt fordelte, men udviser visse ofte forekommende tendenser i deres fordeling både i vandløbets længderetning og i dets bredderetning.

### Det lodrette forløb
Man kan skelne mellem tre stadier i floders udvikling:
Selv meget små vandstrømme, fx efter regnskyl, vil hurtigt danne små fordybninger, kløfter, der kan skære sig ned i jordbunden og optræde også på stejlskrænter og lignende. Sådanne kløfter er på begyndelsesstadiet V-formede og kun få centimeter brede. De har et stærkt fald og kan i områder præget af ler have ret stejle vægge. Ved fortsat vandstrøm vil væggene flytte sig udad således, at kløften bliver bredere. Samtidig vil kløfternes øverste begyndelse flytte sig bagud ved fortsat nedbrydning af blød jordbund. Det materiale, som således nedbrydes og lader sig rive med af strømmen, er det letteste: først organisk materiale, dernæst mineraler efter deres kornstørrelse: ler, silt, sand og grus. Afgørende er strømmens størrelse og dermed evne til at transportere materiale.
Unge vandstrømme, selv større, har en ujævnt bundprofil, fordi de forløber på en jordbund, der kun i kort tid har været påvirket af vandløbet. Der er som regel er tale om moræneaflejringer, som kan udvise store højdeforskelle. Det betyder, at vandløbet har et ujævnt løb, stedvist med vandfald og strømhvirvler. Vandstrømme vil fra deres kilde(r) som hovedregel i begyndelsen strømme forholdsvist stærkt og have et betydeligt fald. Vandet har derfor større forudsætninger for at erodere landskabsoverfladen og skabe en mere eller mindre dyb rende, som til en begyndelse vil have et V-formet tværsnit. Senere aftager faldet og strømhastigheden, hvorefter vandløbet vokser i bredden. Dermed aftager dets evne til at erodere. Til gengæld bliver dets transportevne højere som følge af, at tværprofilen vokser. Endelig vil vandløbet i sin nederste ende have lav hældning, lav hastighed og dermed lav erosionsevne samtidig med, at dets transportevne svækkes og en del materiale aflejres.
Den modne stadie indtræffer, når en flod har et bundprofil, der danner en jævn kurve. Vandløbets tværprofil er nu U-formet. Dette sker, fordi floden over tid efterhånden vil uddybe og udglatte sit bundprofil så meget, som det overhovedet er muligt: højere liggende steder i flodens bund er blevet eroderet og lavere liggende steder har fået tilført aflejret materiale. Denne proces tager udgangspunkt i vandløbets erosionsbasis, det vil sige den højde, hvor nedbrydning er umulig. Dette vil normalt være havets overflade, hvis vandløbet udmunder i havet, men kan også være en undergrund bestående af særligt hårdføre og modstandsdygtige bjergarter.
Det skal tilføjes, at hvis erosionsbasis ændrer sig, fx ved landhævning, så vil processen så at sige begynde forfra med den nye basis som sit udgangspunkt. Det betyder, at den fornyede nedbrydning eller erosion først over tid vil rykke baglæns og gøre sig gældende i den øverste ende af vandløbet.

### Det vandrette forløb
Et vandløb er aldrig helt lige, men tilpasser sig landskabet. Det finder vej gennem de lavere liggende og foretrækker den blødere jord, der lettere lader sig nedbryde og give plads for vandstrømmen. På den måde opstår større og mindre sving eller kurver. Svingene har en tendens til at vokse ved en selvforstærkende udvikling. Det skyldes, at vandløbets vandstrøm på ydersiden vil nedbryde brinken, hvorimod de langs indersiden af buen vil aflejre medbragt materiale som følge af lavere hastighed. Denne proces kaldes mæandrering.
Med tiden bevirker disse processer, at buerne bliver stadig større og til sidst så store, at vandet kan lave et gennembrud. Den tidligere bue efterlades da uden en egentlig vandstrøm som en C-formet indsø kaldet en meandersø eller krogsø. Disse søer kan eventuelt være forbundet med vandløbet ved et mindre afløb, men vil ellers vokse til.
Vandløbets strømme flytter sig i takt med, at de afgiver materiale. Det betyder, at den tilbageværende erosionsevne vil være størst modsat den side, hvor materialet aflejres; der vil blive dannet en bue, en mæander. Efterhånden får vandløbet et slynget forløb. Til sidst kan slyngningen blive så stor og vandets hastighed dale så meget, at vandløbet skærer sig en ny og kortere vej i stedet og efterlader en hesteskoformet sø tilbage som et minde om det tidligere forløb.

## Åløb i dale
Da vandet altid søger mod de laveste steder i terrænet, vil vandløb ofte forekomme i dale. Disse dale er ikke skabt af vandløb, men af afstrømmende vandmasser under og ved afslutningen af sidste istid. Dalene er således skabt af vandmasser, som var væsentlig større end dem, der strømmer i nutiden, fordi de omfattede hele den afsmeltende iskappe, mens nutidens vandløb kun afvander den nedbør, som falder i form af regn og sne.

## Tidvist tørre vandløb
Floder, der kun fører vand en del af året, kaldes fiumarer, mens man ved wadi forstår flodsænkninger i ørkener, der er opståede ved en vandstrøm, men som i tørketiden og måske i nutiden overhovedet i reglen er uden vand.

## Underjordiske floder
I egne, hvor jordbunden består af kalksten, kan forekomme underjordiske floder, hvor vandet har udhulet kalkstenen og dannet grotter og tunneler.

## Levée
En levée betegner en banke langs bredden af et større vandløb, fx en flod eller en å. De dannes, når vandløb løber over deres bredder, fx ved stormflod, hvor vandet i vandløbet ikke kan komme ud i havet, eller om foråret, når vandstanden i vandløbet stiger meget hurtigt som følge af afsmeltet sne i vandløbets afvandingsområde. Når vandet ikke (hurtigt nok) kan slippe ud gennem vandløbets munding, vil det i stedet søge til siden, det vil sige oversvømme vandløbets bredder.
Vand i vandløb vil altid transportere materiale, suspenderet sediment i form af fint sand, silt og mudder. Eftersom vandets bæreevne afhænger af vandstrømmens størrelse og hastighed, vil vandet, hvis hastighed hurtigt aftager, når det løber ud til siderne, miste evnen til at transportere materialet videre. Det medførte materiale vil derfor falde til bunds og blive aflejret. Derfor dannes der sådanne steder, hvor disse oversvømmelsesprocesser foregår, banker af aflejret materiale nærmest vandløbets bredder. Over tid vil disse banker fremstå højere end det bagved liggende fjernere bagland. Beroende på vandløbets og oversvømmelsernes størrelse kan disse flodbanker blive af betydelig bredde og højde.
Flodbanker af denne type ses blandt andet i marskområder, hvor de i ældre tid ofte blev inddraget til bebyggelse, fordi de udgjorde en egns højest liggende, tørreste og mindst oversvømmelsesudsatte områder.

## Deltaer
Erosionsmaterialet, som et vandløb fører med sig, aflejres enten under selve vandløbets løb eller føres helt ud til mundingen. Her kan det aflejres, når det strømmende vand møder havet. Aflejringerne kan have form af undervandsbanker, grunde, rev eller floddeltaer, hvis aflejringerne hæver sig over havoverfladen. Ved nogle vandløb sker der ikke aflejring ved mundingen, eksempelvis ved kyster med betydelig lavvande og højvande. Her dannes i stedet tragtformede, dybe mundinger med brakvand.